# Stanwellia houhora
Stanwellia houhora is een spinnensoort in de taxonomische indeling van de bruine klapdeurspinnen (Nemesiidae).
Stanwellia houhora werd in 1968 beschreven door Forster.